# جونكوتي
جونكوتي محرر أفلام هندي يعمل في صناعة الأفلام المالايالامية . بدأ حياته المهنية في تحرير البرامج التلفزيونية في عام 2000 ، حيث ظهر لأول مرة مع مونشي في Asianet . انضم إلى مؤسسة ولاية كيرالا لتطوير الأفلام في عام 2001 كمحرر غير خطي . بعد العمل كمساعد في عدد من أفلام المالايالامية ، ظهر لأول مرة كمحرر مستقل في عام 2012 بفيلم Mayamohini .  

## حياة مهنية
بدأ حياته المهنية في التحرير عام 2000 بواسطة Munshi في Asianet . في العام التالي ، انضم إلى شركة تطوير الأفلام بولاية كيرالا كمحرر غير خطي . وفي وقت لاحق قام بتحرير عدد من المالايالامية المسلسلات التلفزيونية، أبرزها Sumangali وJagapoga. كما قام بتحرير عدد قليل من الأفلام الوثائقية لقسم العلاقات العامة في ولاية كيرالا . قام بتحرير 13 حلقة من Tenali Raman من إنتاج Toons Animation لقناة Cartoon Network الأمريكية.
بعد ثلاث سنوات ، انضم إلى استوديو Chitranjali ، ثيروفانانثابورام . خلال تلك الفترة حصل على فرصة للعمل كمدير تحرير. منذ ذلك الحين انضم إلى قناة تعبدية في قسم التحرير كرئيس للقسم (HOD) وعمل في بعض الأفلام. بعد ثلاث سنوات ، بدأ العمل في الأفلام كمحرر فوري وكذلك مدير تحرير. قبل ذلك وخلال هذه الفترة عمل كمساعد محرر في أفلام Achuvinte Amma ، Makalkku ، مصور ، Ore Kadal ، Rithu ، Madampi ، Pokkiri Raja ، Kaaryasthan ، Seniors ، Traffic . فيلمه الأول كمحرر مستقل كان Mayamohini في عام 2012. يعمل حاليًا على فيلم Odiyan .

## فيلموغرافيا
| عام       | لقب                        | لغة           | مخرج                  |
| --------- | -------------------------- | ------------- | --------------------- |
| 2012      | ماياموهيني                 | المالايالامية | خوسيه توماس           |
| 2012      | بوميوود أفاكاشيكال         | المالايالامية | تلفزيون Chandran      |
| 2013      | معاد أبي                   | المالايالامية | ريفاثي إس فارما       |
| 2013      | سرينجارافيلان              | المالايالامية | خوسيه توماس           |
| 2013      | ذكريات                     | المالايالامية | جيثو يوسف             |
| 2013      | تقرير التطور               | المالايالامية | ساجان                 |
| 2013      | السيدة ليخا ثارور كانوناتو | المالايالامية | شاجيم                 |
| 2014      | اليوم السابع               | المالايالامية | Syamdhar              |
| 2014      | إلى نورة بالحب             | المالايالامية | بابو نارايانان        |
| 2014      | ثواني                      | المالايالامية | أنيش أوباسانا         |
| 2014      | Ormayundo Ee Mukham        | المالايالامية | أنور صادق             |
| 2014      | Mylanchi Monchulla Veedu   | المالايالامية | بيني توماس            |
| 2015      | إيفان ماريادارامان         | المالايالامية | سوريش ديفاكار         |
| 2015      | عمار أكبر انطوني           | المالايالامية | نادر شاه              |
| 2016      | بافادا                     | المالايالامية | G. Marthandan         |
| 2016      | مرحبًا بكم في السجن المركزي | المالايالامية | سوندار داس            |
| 2016      | سوارنا كادوفا              | المالايالامية | خوسيه توماس           |
| 2016      | بوليموروجان                | المالايالامية | فيساخ                 |
| 2016      | كاتابانايلي ريثويك روشان   | المالايالامية | نادر شاه              |
| 2017      | مرحبا Dubaikkaran          | المالايالامية | هاريسري يوسف          |
| 2017      | تحفة                       | المالايالامية | اجاي فاسوديف          |
| 2018      | أوديان                     | المالايالامية | في أيه شريكومار مينون |
| 2019      | ميرا نام شاجي              | المالايالامية | نادر شاه              |
| 2019      | الأولسام                   | المالايالامية | جيفان جوجو            |
| 2019      | مرغمكالي                   | المالايالامية | سريجيث فيجايان        |
| جاك وداني | SL Puram Jayasurya         |               |                       |

## الجوائز
| عام  | جائزة                           | فيلم                |
| ---- | ------------------------------- | ------------------- |
| 2007 | جائزة بريم نذير                 | ثانال (فيلم عن بعد) |
| 2017 | جائزة الفيلم الآسيوي التاسع عشر | بوليموروجان         |

## روابط خارجية
- الموقع الرسمي
- جونكوتي في قاعدة بيانات الأفلام على الإنترنت